# Aburina caerulescens
Aburina caerulescens là một loài bướm đêm trong họ Noctuidae.